# Pigra
Pigra es una localidad y comune italiana de la provincia de Como, región de Lombardía, con 275 habitantes.

## Evolución demográfica
| Gráfica de evolución demográfica de Pigra entre 1861 y 2001 |
|                                                             |
| Fuente ISTAT - elaboración gráfica de Wikipedia             |